# Наковань (Оребич)
43°00′ пн. ш. 17°05′ сх. д. / 43.00° пн. ш. 17.08° сх. д.
Наковань (хорв. Nakovanj) — населений пункт у Хорватії, у Дубровницько-Неретванській жупанії у складі громади Оребич.

## Населення
Населення за даними перепису 2011 року становило 3 осіб.
Динаміка чисельності населення поселення: